# Norweskie Muzeum Ropy Naftowej
Norweskie Muzeum Ropy Naftowej (norw. Norsk Oljemuseum) – muzeum usytuowane w mieście Stavanger leżącym w regionie Vestlandet w Norwegii. 

## Opis
Muzeum zostało otwarte 20 maja 1999 roku przez króla Norwegii Haralda, po prawie 20-letnim okresie zbierania eksponatów i planów jego utworzenia.
Ekspozycja muzeum koncentruje się na aspekcie wydobycia i produkcji ropy naftowej na Morzu Północnym. Specyficzna architektura obiektów muzeum czyni z nich charakterystyczny punkt orientacyjny i zarazem symbol miasta, widoczny zwłaszcza od strony basenu portowego.
Na obszarze muzeum ulokowano modele platform wiertniczych i urządzenia biorące udział w wydobyciu ropy naftowej, a także sprzęt i urządzenia ratownicze. Objaśnienie procesu produkcji ropy naftowej, wspomagane jest dodatkowo przy pomocy filmów wyświetlanych w technice 3D.
Muzeum otrzymało w 2014 roku od „European Museum Academy” nagrodę DASA-Award 2014 za aktywną edukację,  innowacyjną prezentację i przekaz, trafiający do odwiedzających muzeum.

## Galeria

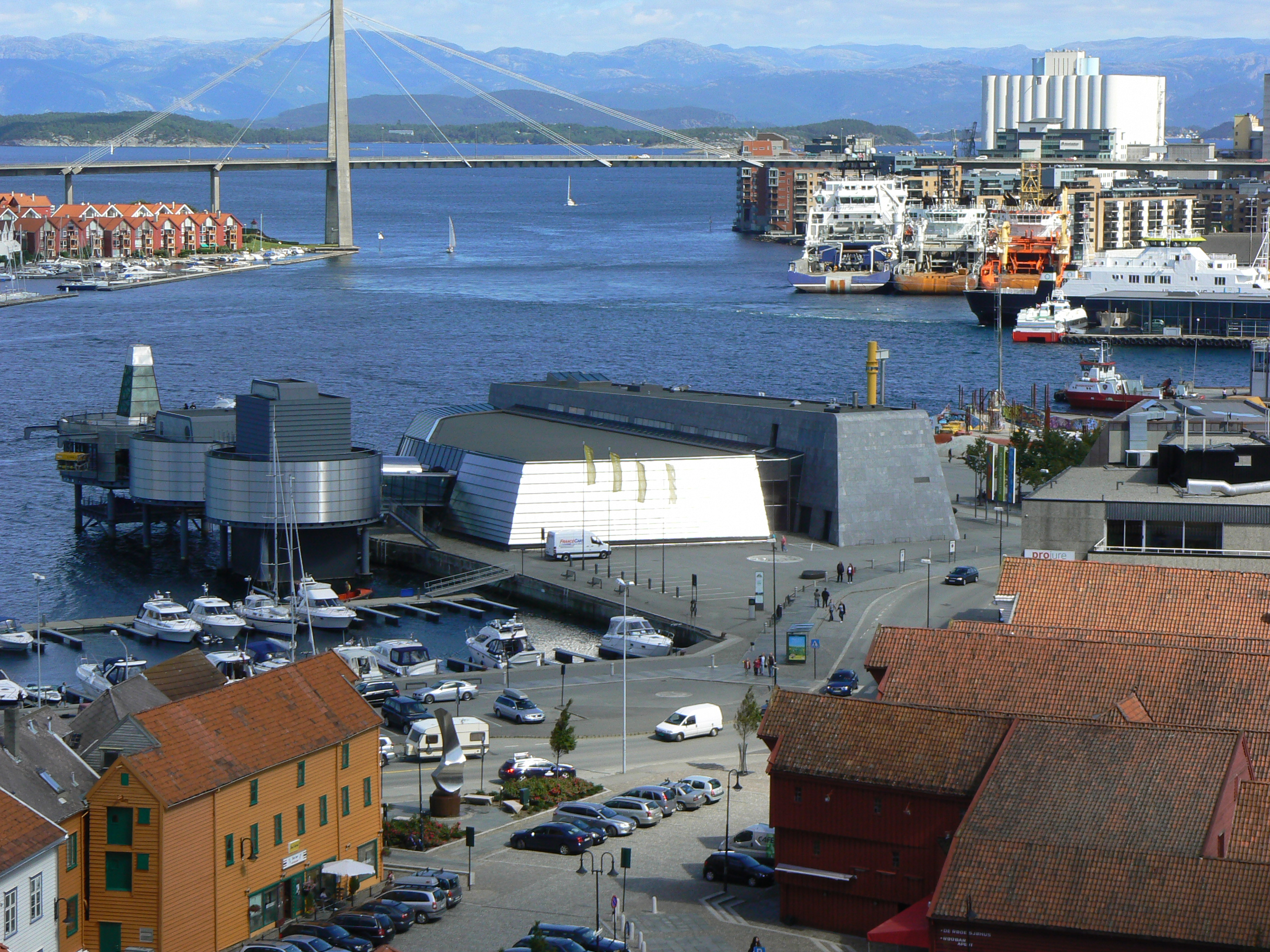
Widok od strony miasta
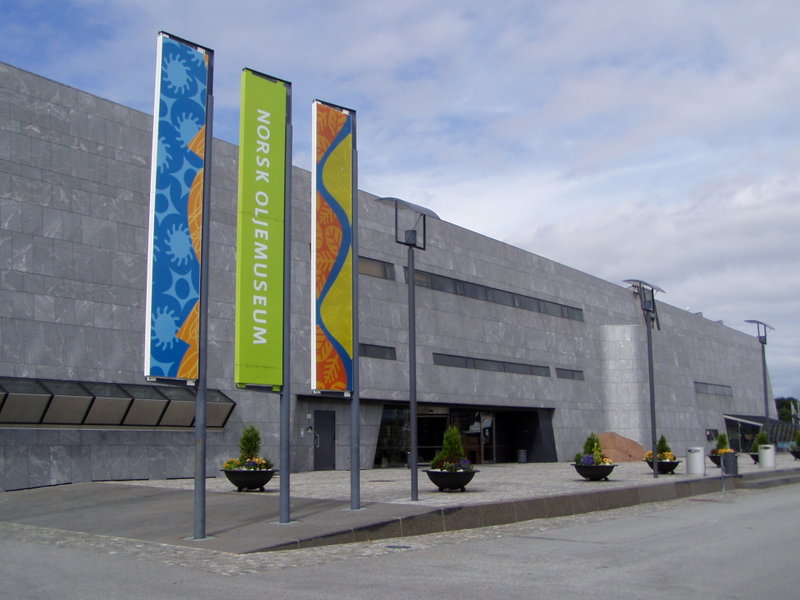
Wejście do muzeum
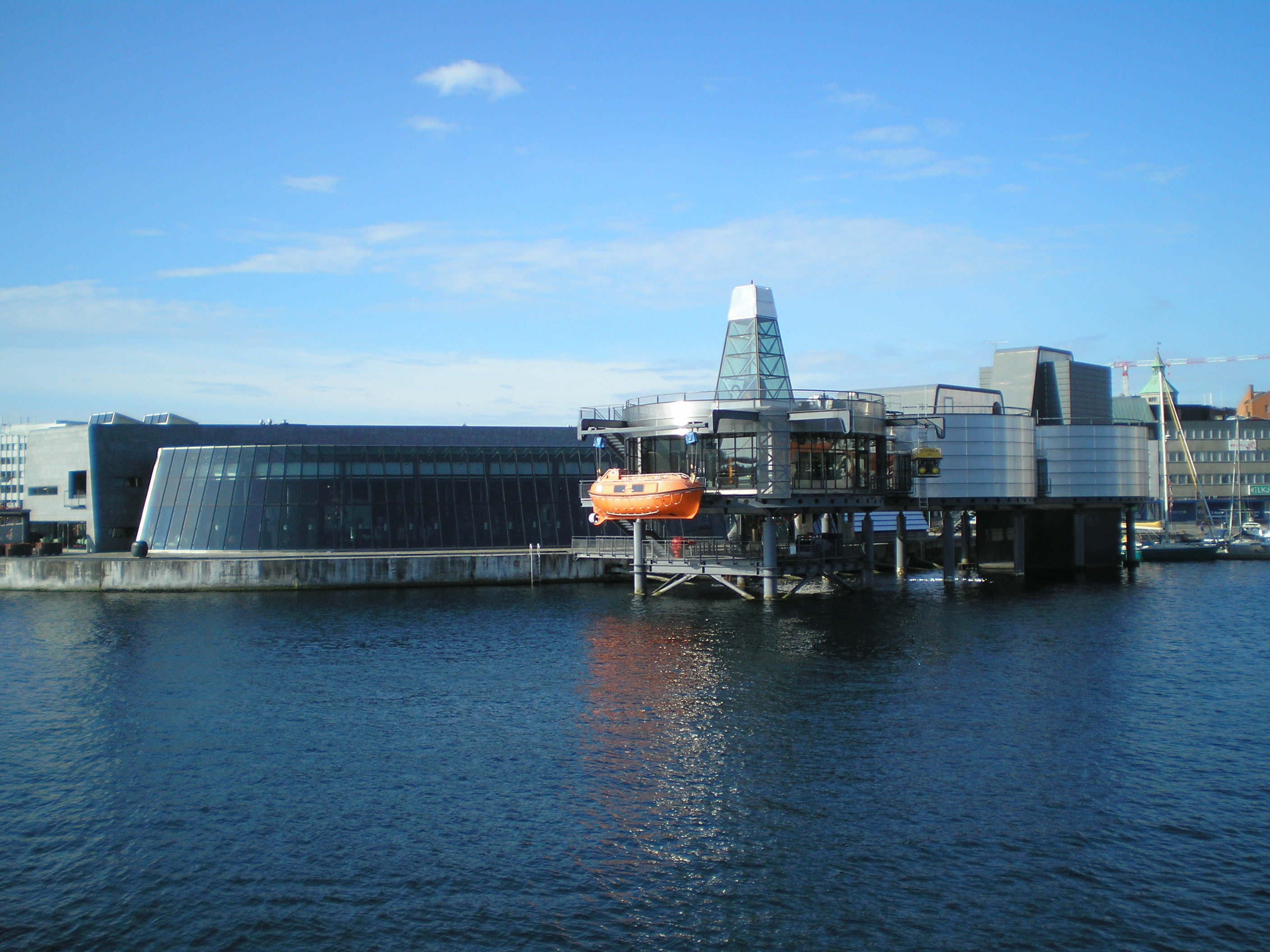
Widok od strony basenu portowego